# Козелев, Борис Григорьевич
Бори́с Григо́рьевич Ко́зелев (31 декабря 1891 года (12 января 1892 года), Ростов-на-Дону — 23 ноября 1937) — участник революционного движения в России, советский государственный и профсоюзный деятель, организатор профессионально-технического обучения, хозяйственный руководитель, редактор.

## Биография
Родился 31 декабря 1891 года (12 января 1892 года) в Ростове-на-Дону в семье мелкого служащего — бухгалтера чаеразвесочной фабрики компании «В. Высоцкий и К°». Окончил 4-х классное городское училище, сдал экстерном экзамены за полный курс гимназии. С 17 лет участвовал в революционном движении, с 1910 года — член РСДРП. Неоднократно арестовывался, в 1913 году был выслан в Нарымский край. В 1916 году бежал из ссылки в Москву, под фамилией А. Козловского работал пропагандистом среди студентов Московского коммерческого института. В ноябре 1916 года был арестован, заключён в Таганскую тюрьму, освобождён после Февральской революции. В 1917 году работал в Замоскворецком Союзе рабочих металлистов (СРМ), член Исполнительной комиссии Московского бюро профессиональных союзов, редактировал журнал «Металлист». В период Октябрьской революции — активный участник вооруженного восстания в Москве, член Боевого партийного центра большевиков.
В 1918—1919 годах — редактор, член редакции журнала «Профессиональный вестник». В 1918 году — комиссар Тульского оружейного завода. В 1919 году — председатель расценочно-конфликтной комиссии Московского районного комитета Всероссийского союза рабочих металлистов (ВСРМ). В 1919—1920 годах — ответственный редактор журнала «Профессиональное движение». В 1920 году — заместитель заведующего, заведующий издательским отделом ВЦСПС. В 1920—1921 годах — член коллегии Наркомпроса РСФСР и Главного комитета профессионально-технического образования Наркомпроса РСФСР, ответственный редактор журнала «Вестник труда».
В 1920—1922 годах — председатель ЦК Союза работников просвещения и социалистической культуры (с октября 1921 года — Всероссийского союза работников просвещения и искусств). В 1920—1927 годах — член ВЦИК; в 1918—1920 годах избирался членом Президиума ВЦСПС, в 1921—1927 годах — кандидатом в члены Президиума ВЦСПС. 
В 1922—1923 годах — ответственный секретарь, председатель Нижегородского районного комитета ВСРМ; член Нижегородского губкома РКП(б), Нижегородского губисполкома.
В 1923 году был направлен Профинтерном на работу в Германию. Возглавлял делегацию советских профсоюзов по оказанию помощи голодающим немецким рабочим. В июле 1924 года — делегат III конгресса Профинтерна. В 1924—1927 годах — кандидат в члены Исполнительного бюро Профинтерна. До 1927 года находился в Берлине и Амстердаме.
В 1924—1929 годах — член президиума ЦК, заместитель организационного секретаря ЦК, секретарь ЦК по организационной работе ВСРМ (с 1925 года — Всесоюзного союза рабочих металлистов). Редактор журнала «Революционный металлист» (1925—1928), преподавал в Московской губернской школе профдвижения. Член правления Московского высшего технического училища (МВТУ).
В 1929 году был отстранён от работы в профсоюзах за «правый уклон» и критику генеральной линии партии. Был в дружественных отношениях с М. П. Томским. В 1929 году работал на заводе «Красное Сормово», окончил фрезерные курсы при Центральном институте труда. В июле 1930 года был исключён из рядов ВКП(б), в заявлении в Президиум XVI съезда ВКП(б) признал ошибочность своей позиции и опасность для партии фракционной борьбы. 
В октябре 1930 года был направлен на строительство Магнитогорского металлургического комбината, работал начальником планового отдела. В марте 1931 года восстановлен в партии. В 1934 году был назначен директором института «Севгипроцветмет» в Ревде. В 1936 году — директор и начальник строительства Оршанского льнокомбината.
Избирался делегатом (с совещательным голосом) X съезда РКП(б) и XV съезда ВКП(б), X Всероссийского съезда Советов, I съезда Советов СССР;  I—III, V, VIII Всероссийских съездов профсоюзов.
Арестован 12 сентября (по другим сведениям — 22 октября) 1936 года. 4 мая 1937 года приговорён к 10 годам ИТЛ. Отбывал наказание в Мариинской тюрьме Новосибирской области. 19 ноября 1937 года приговорён к ВМН. Расстрелян 23 ноября 1937 года. Реабилитирован в 1957 году.

### Семья
- жена — Зинаида (Зисла) Иосифовна (Иоселевна) Могилевская (1889 —?), хозяйственный работник[34][35];
  - дочь — Клара Борисовна Козелева[1].

## Деятельность
Стоял у истоков советской системы профессионального образования. Участвовал в разработке теоретических основ и создания системы профессионального образования в Советской России. Принадлежал к сторонникам монотехнического образования, выступал против широкой общеобразовательной программы школ фабрично-заводского ученичества (ФЗУ). Развитие профессионально-технического образования рассматривал как фактор повышения производительности труда и квалификации рабочих. Участвовал в разработке первых учебных планов школ ФЗУ и профессионально-технических курсов для металлообрабатывающей промышленности. Неоднократно обсуждал проблемы профессионально-технического образования с В. И. Лениным, Л. Д. Троцким.
Выступал за недопустимость администрирования по отношению к профсоюзам и их руководству, против вовлечения профсоюзов во внутрипартийную борьбу.   